# 1-萘胺
1-萘胺（英語：1-Naphthylamine）是一种芳香胺。 白色针状结晶，具有难闻的气味；微溶于水，易溶于乙醇、乙醚。

## 制备
1-萘胺可通过还原1-硝基萘制得。
以铁和盐酸做催化剂，在70 °C下还原1-硝基萘，产物经过石灰乳中和后再经过重蒸即可得到1-甲萘胺。 1-甲萘胺也可通过1-萘酚的酰基化制备。如1-萘酚与乙酸钠、氯化铵和乙酸共热可得到1-甲萘胺。

## 反应
1-甲萘胺不与溴发生加成反应。

## 安全
1-甲萘胺被OSHA一般工业标准列为十三种致癌物之一。